# Roman-Kosh
Román-Kosh (en ruso: Роман-Кош, en ucraniano: Роман-Кош, en tártaro de Crimea: Roman Qoş) es una montaña situada en Crimea, entre los municipios de Yalta y Alushta. Es el punto más elevado de la península, situado a una altitud de 1.545 metros. 
En la actualidad alberga el parque nacional de Crimea. Solo pueden subir pequeños grupos de turistas con acompañamiento. Para muchos escaladores el lado sur de las montañas de Crimea es un destino deseado.